# French Valley
French Valley es un lugar designado por el censo ubicado en el condado de Riverside en el estado estadounidense de California. En el año 2010 tenía una población de 23.067 habitantes.

## Geografía
French Valley se encuentra ubicado en las coordenadas 33°35′58″N 117°6′23″O / 33.59944, -117.10639.